# Neil Sedaka
Neil Sedaka (* 13. března 1939) je americký poprockový zpěvák, pianista a skladatel. Jeho kariéra trvala téměř 55 let, během kterých prodal miliony desek a napsal nebo se podílel na více než 500 písních pro sebe a své kolegy. Jeho píseň Breaking Up Is Hard to Do nazpívala koncem 70. let s českým textem Eduarda Pergnera pod názvem Zázemí zpěvačka Jitka Zelenková.

## Hity všech časů č.1
- "Oh! Carol - (Itálie), 1960
- "Calendar Girl" – (Japonsko), 1961
- "Breaking Up Is Hard to Do" (verze 1962) – US Billboard Hot 100, 1962
- "La Terza Luna" – (Itálie), 1963
- "Laughter in the Rain" – US Adult Contemporary, 1974; US Billboard Hot 100, 1975
- "The Immigrant" – US Adult Contemporary, 1975
- "Bad Blood" – US Billboard Hot 100, 1975-76
- "Breaking Up Is Hard to Do" (verze 1975) – US Adult Contemporary, 1976

## Filmografie
- 1968 – Playgirl Killer